# کاسپار ۳۹۵۶
سیارک ۳۹۵۶ (به انگلیسی: 3956 Caspar، نامگذاری:1988VL1) سه هزار و نهصد و پنجاه و ششمین سیارک کشف شده‌است که در ۳ نوامبر ۱۹۸۸ کشف شد.
قدر مطلق سیارک برابر ۱۳٫۲۰ است.